# Gerrit van der Veen

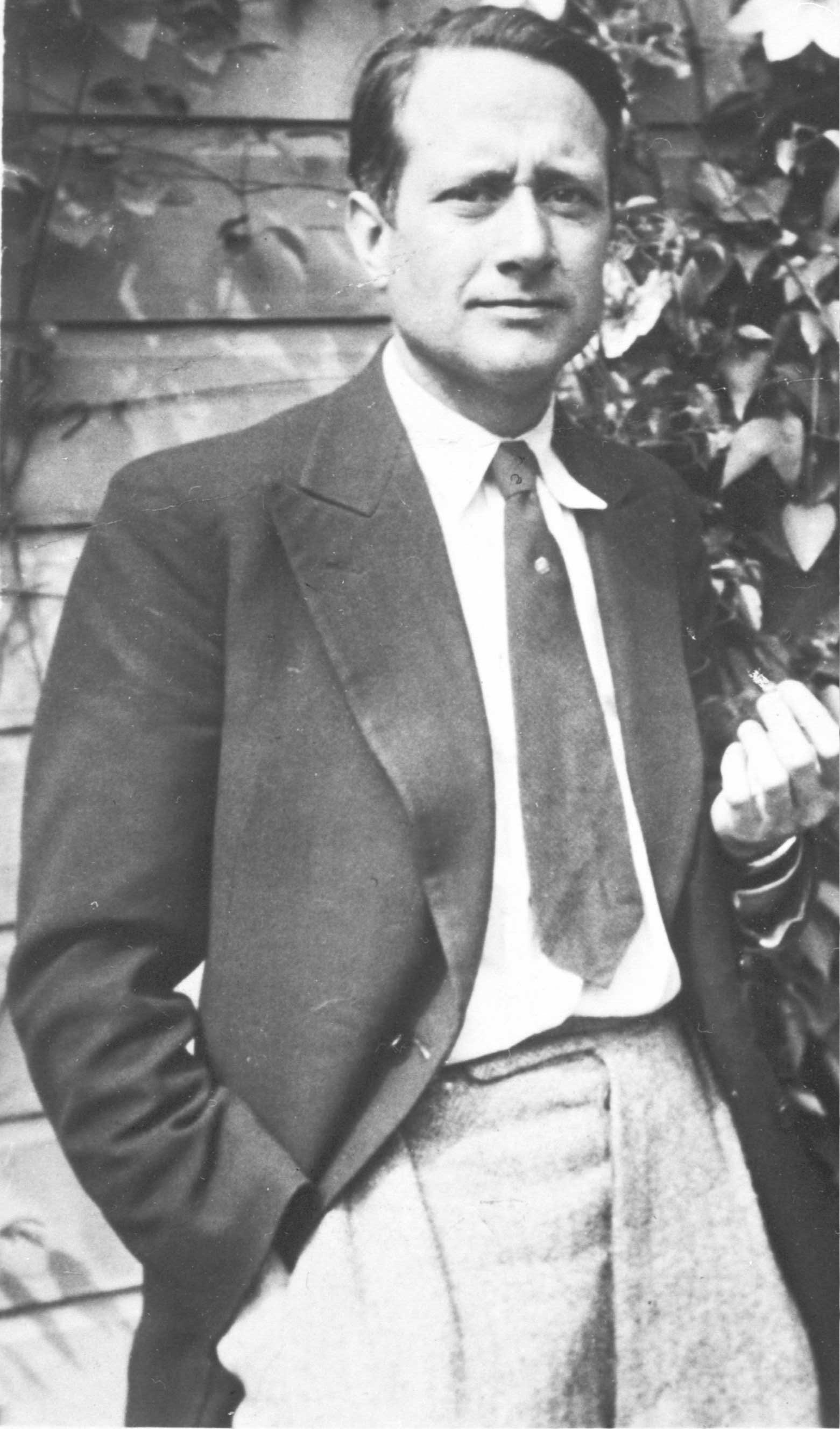
Gerrit van der Veen

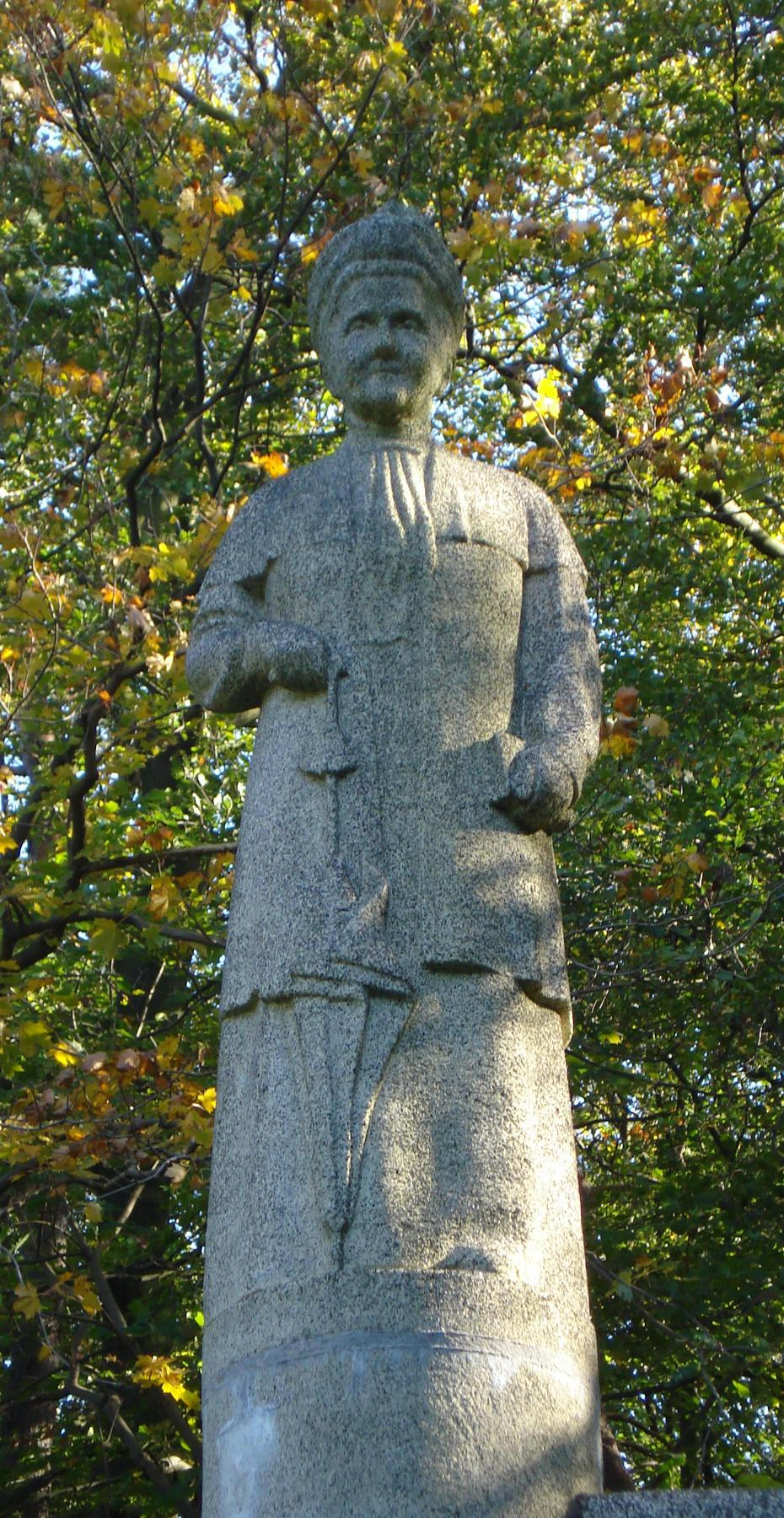
Denkmal von Königin Emma in Baarn, geschaffen von van der Veen

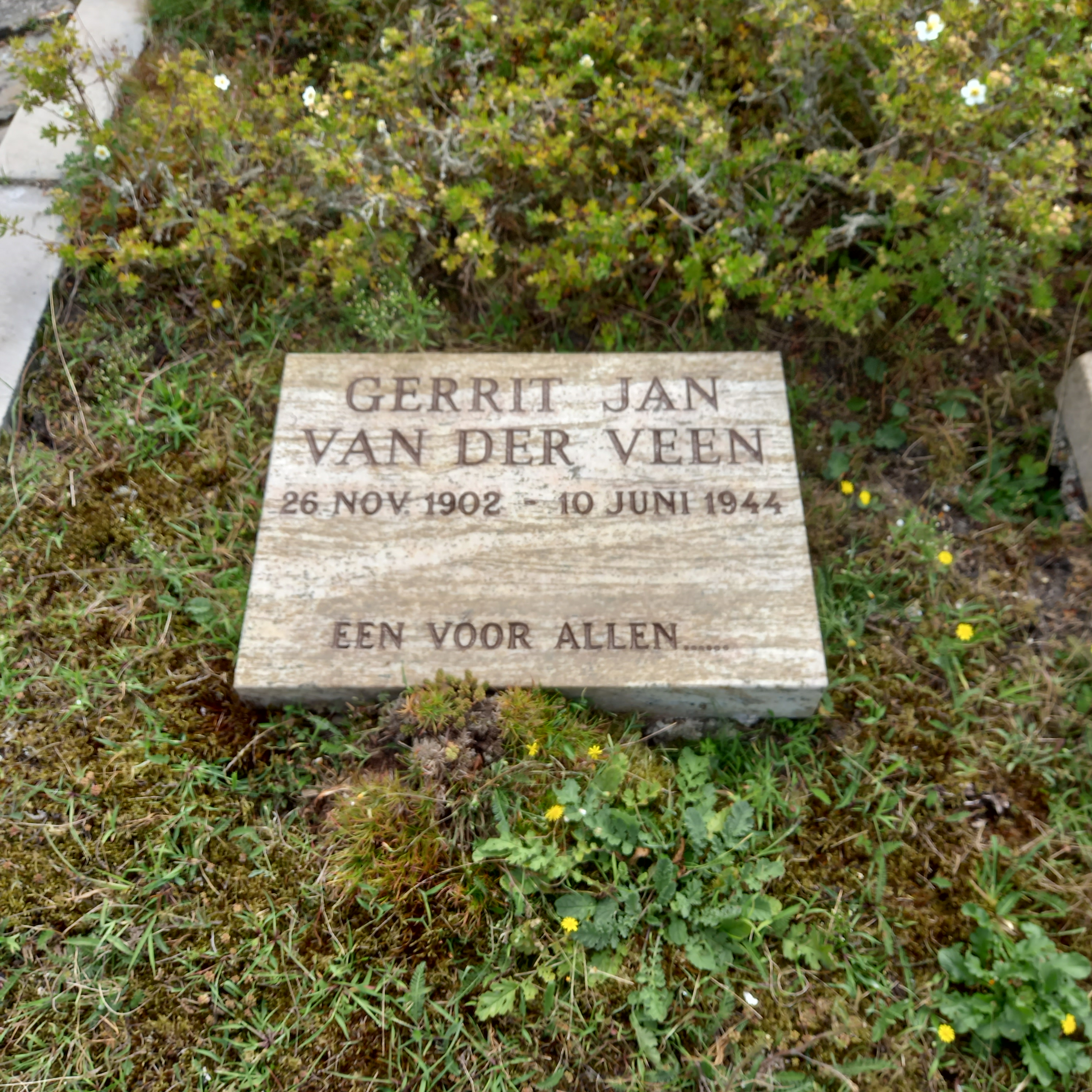
Das Grab von Gerrit van der Veen auf dem Ehrenfriedhof Bloemendaal

Gerrit Jan van der Veen (* 26. November 1902 in Amsterdam; † 10. Juni 1944 in Overveen) war ein niederländischer Bildhauer und Widerstandskämpfer gegen die deutsche Besetzung der Niederlande während des Zweiten Weltkriegs.

## Biographie

### Laufbahn als Bildhauer
Nach Abschluss der weiterführenden Schule (HBS) begann Gerrit Jan van der Veen eine Ausbildung zum Mechaniker an der Eisenbahnschule und erhielt anschließend eine Anstellung im Zeichenbüro der Nederlandse Spoorwegen. Sein künstlerisches Talent zeigte sich in seinen Hobbys, der Erstellung von Trickfilmen, wozu er selbst einen Apparat erfand, sowie von Karikaturen und Holzfiguren. Einen ersten öffentlichen Erfolg hatte er, als er in Zaandam einen Wettbewerb für Amateurbildhauer gewann (ca. 1924). Von 1925 bis 1928 arbeitete er für die Bataafse Petroleummaatschappij in Curaçao. Durch entschlossenes Handeln dämmte van der Veen mit einigen Kollegen ein Feuer auf einem von der Mannschaft verlassenen englischen Tanker ein und verhinderte  so ein Übergreifen der Flammen auf weitere Ölvorräte. Da die Männer auf das Schiff, das ihnen nach dem Seerecht zustand, verzichteten, erhielt er von seinem Arbeitgeber eine Prämie von 500 Gulden. Van der Veen verzichtete auf eine Beförderung und sein Arbeitgeber bezahlte ihm die Rückkehr in die Niederlande und gewährte ihm eine Zulage von 60 Gulden monatlich für das erste Studienjahr.
Nach einer Zulassungsprüfung absolvierte van der Veen ein Studium an der Rijksakademie van beeldende kunsten in Amsterdam bei Professor Jan Bronner. 1930 wurde er mit der Silbermedaille des Prix de Rome ausgezeichnet. Nach Anlaufschwierigkeiten als freischaffender Künstler erhielt er in der Folge regelmäßige Aufträge, vor allem für Büsten und Figuren wie etwa ein Denkmal von Königin Emma in Baarn. Durch seine Kontakte nach Curaçao bekam er den Auftrag, eine monumentale Uhr für einen Platz in Willemstad zu entwerfen. Sein letztes Werk war die Skulpturengruppe De Eendracht Van Het Land vor dem Bahnhof von Utrecht.

### Im Widerstand
Nach der Besetzung der Niederlande durch die deutsche Wehrmacht weigerte sich Gerrit van der Veen als Angehöriger des Luftschutzes einen Ariernachweis auszufüllen. In der Folge entwickelte sich van der Veen, der von Freunden als zuvor „schüchtern“ und „ein wenig langweilig“ charakterisiert wurde, zu einer leidenschaftlichen und dominierenden Figur des Widerstandes gegen die Deutschen, „ein Besessener“. Zunächst engagierte er sich in Künstlerkreisen und gehörte zu den Initiatoren einer Eingabe an den Reichskommissar für die Niederlande Arthur Seyß-Inquart, die von 1900 Künstlern unterzeichnet und in der ein politischer Einfluss der Besatzer auf das kulturelle Leben zurückgewiesen wurde. Als einige Wochen später vom Nederlandse Kring van Beeldhouwers bei einer Versammlung angeregt wurde, mit den Deutschen einen Kompromiss auszuhandeln, verließ er gemeinsam mit Freunden aufgebracht die Sitzung. Ab 1942 wurde er Redakteur der illegalen Zeitung De Vrije Kunstenaar, in der er etwa im August 1942 ein Pamphlet gegen die beginnenden Deportationen von jüdischen Menschen schrieb mit dem Titel Manifest bij de wederinvoering der slavernij.
Gemeinsam mit dem Drucker Frans Duwaer gründete van der Veen die Persoonsbewijzencentrale (PBS), in der von einem Team von Grafikern, Druckern und Papierfachleuten rund 65.000 gefälschte Personaldokumente und rund 75.000 Lebensmittelkarten produziert wurden, mit denen u. a. Juden versorgt wurden. Die Papiere waren auch von den strengsten Kontrolleuren nicht als Fälschung zu erkennen. Hergestellt wurden auch 16.000 Tabak-Coupons: Viele der im Widerstand Tätigen waren wegen des großen nervlichen Drucks starke Raucher. Neben dieser Arbeit beteiligte er sich zunehmend am bewaffneten Widerstand. Am 10. Februar legte er ein Feuer auf dem lokalen Arbeitsamt in Amsterdam, das aber nur wenig Schaden anrichtete.
Am 27. März 1943 war Gerrit van der Veen gemeinsam mit dem Schriftsteller Willem Arondeus an dem Anschlag auf das Einwohnermeldeamt Amsterdam in der Apollobuurt beteiligt. In selbst genähten Polizeiuniformen verschafften sie sich Zutritt und betäubten das Wachpersonal. Dann rissen sie die Stahlschubladen mit den Karteikarten aus den Schränken, zerrten diese heraus, überschütteten sie mit Benzin und zündeten sie an. Zudem wurden fünf Zeitbomben angebracht, so dass das Gebäude schließlich lichterloh brannte. Dem Anschlag folgte eine Welle von Verhaftungen, die mit der Erschießung von zwölf Widerständlern endeten. Unter den Hingerichteten waren auch Arondeus sowie der Österreicher Karl Gröger. Am 29. April 1944 war die Staatsdruckerei in Den Haag Ziel eines Überfalles, bei dem 10.000 Blanko-Ausweise erbeutet wurden. Mit von der Partie war Gerhard Badrian, ein aus Deutschland geflohener Jude, der sich als SS-Mann ausgab. Nur 24 Stunden später, in der Nacht zum 1. Mai 1944, machte die Gruppe um van der Veen den wiederholten Versuch, Gefangene aus dem Gefängnis von Amsterdam zu befreien, was zuvor fünfmal misslungen war. Dabei wurde die Gruppe in ein Feuergefecht mit den deutschen Wachen verwickelt und van der Veen von zwei Kugeln in den Rücken getroffen. Schwer verletzt und teilweise gelähmt wurde er von Badrian in sein Untergrundversteck getragen. Am 12. Mai 1944 wurde er dort vom Sicherheitsdienst gefunden und verhaftet. Am 10. Juni wurde er gemeinsam mit Duwaer und fünf weiteren Angeklagten zum Tode verurteilt und noch am selben Tag in den Kennemerduinen in Overveen hingerichtet.
Umgebettet wurde Gerrit van der Veen nach Kriegsende auf den Ehrenfriedhof Bloemendaal.

## Ehrungen

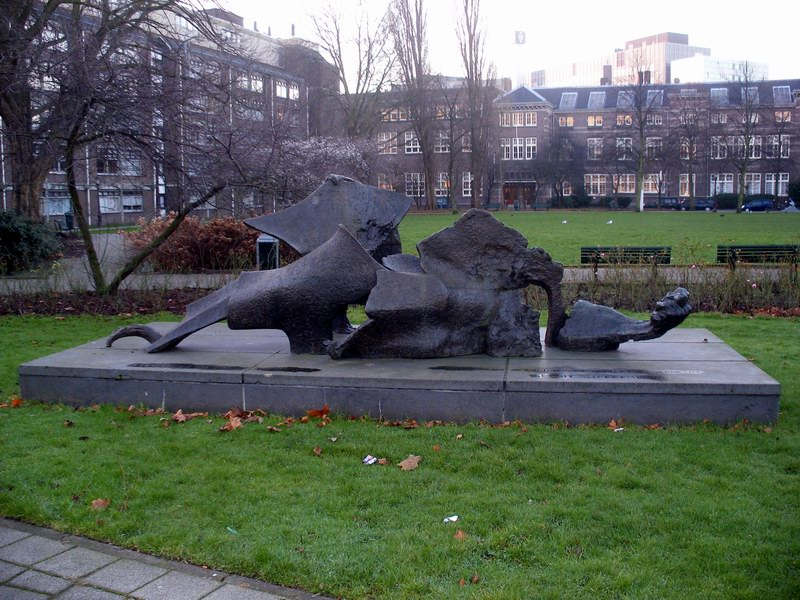
Skulptur Kunstenaarsverzet 1940–1945 von Carel Kneulman in Amsterdam zur Erinnerung an die Gruppe um Gerrit van der Veen

- Im Juni 1945 wurde die Euterpestraat in Amsterdam, in der die deutsche Polizei ihre Zentrale hatte, in Gerrit van der Veenstraat umbenannt.[7] Dort hat auch eine nach ihm benannte Schule ihren Sitz.
- Am 7. Mai 1946 wurde van der Veen posthum mit dem Verzetskruis (dt. = Widerstandskreuz) geehrt.
- Im Mai 1953 mit der US-amerikanischen Auszeichnung Medal of Freedom.
- 1973 wurde in Amsterdam die Skulptur Kunstenaarsverzet 1940–1945 von Carel Kneulman in Amsterdam enthüllt.
- 2002 erhielt er den Ehrentitel Gerechter unter den Völkern.[8]